# 한국유기농시민연대
한국유기농시민연대는 유기농 소비자 보호와 권리를 위한 사업, 유기농산물의 생산·가공·유통·인증·광고 등에 대한 실태조사, 국내외생산자 및 소비자단체와의 교류 협력, 유기농업 생산자 및 소비자 교육, 출판사업 등을 목적으로 2006년 2월 24일 설립된 사단법인이다. 사무실은 서울특별시 양천구 신월동 983-1에 있다.

## 주요 사업
- 체험사업 : 유기농가 현장체험 프로그램 개발 및 도농교류 도모
- 교육사업 : 유기농관련 교육 프로그램 개발 및 교육 인식전환
- 홍보사업 : 각종 캠페인, 전시회, 공청회 및 포럼 개최
- 조사분석사업 : 유기농가 방문, 설문조사, 개선사항 권고
- 판매 및 조직사업 : 유기농산물 소비촉진, 조직확대 네트웍 구축